# Dinocyon
Dinocyon — вимерлий рід геміціонових хижих епохи міоцену, ендемічний для Європи. Він жив приблизно від 20,3 до 5,3 млн років.